# Litichovice
Litichovice (en allemand : Litichowitz) est une commune du district de Benešov, dans la région de Bohême-Centrale, en République tchèque. Sa population s'élevait à 66 habitants en 2020.

## Géographie
Litichovice se trouve à 10 km au nord-nord-ouest de Vlašim, à 12 km à l'est de Benešov et à 44 km au sud-est de Prague.
La commune est limitée par Divišov au nord et à l'est, par Bílkovice au sud, et par Třebešice à l'ouest.

## Histoire
La première mention écrite de la localité date de 1402.